# Archibald Nye

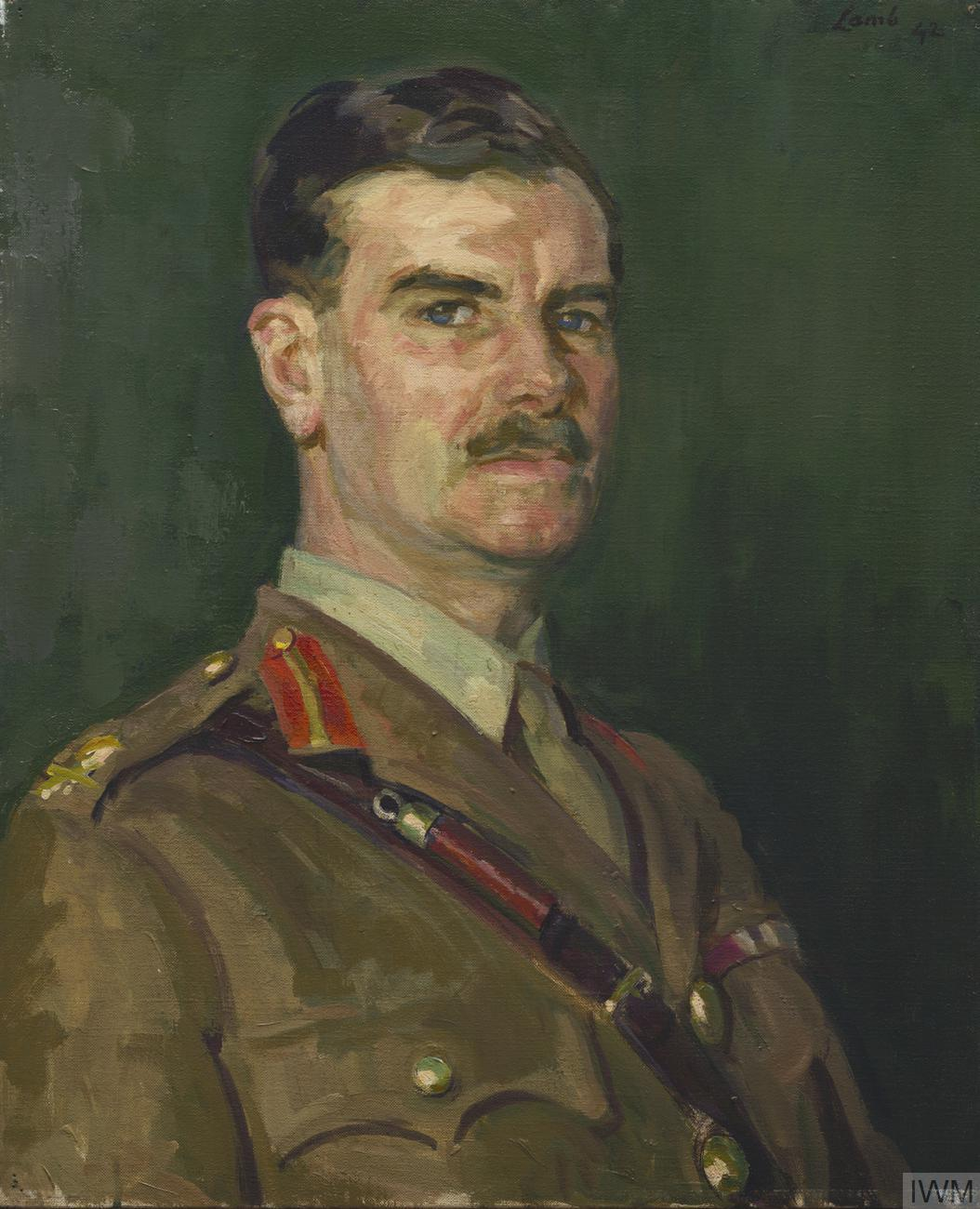
Lieutenant-General Sir Archibald Nye

Sir Archibald Edward Nye, GCSI, GCMG, GCIE, KCB, KBE, MC (* 23. April 1895 in Dublin; † 13. November 1967) war ein britischer Offizier, Diplomat und Regierungsbeamter, der unter anderem zuletzt Lieutenant-General der British Army sowie zwischen 1941 und 1946 Vize-Chef des Imperialen Generalstabes (Vice Chief of the Imperial General Staff) war. In dieser Funktion war er 1943 an Organisation und Planung der „Operation Mincemeat“ beteiligt, ein erfolgreiches Täuschungsmanöver der British Army im Zweiten Weltkrieg, bei dem sich das deutsche Oberkommando der Wehrmacht (OKW) davon überzeugen ließ, dass die Alliierten eine Invasion auf dem Peloponnes und auf Sardinien vorbereiteten anstelle von Sizilien, dem eigentlichen Ziel. Nach seinem Ausscheiden aus dem aktiven Militärdienst war er zwischen 1946 und 1947 Gouverneur der Präsidentschaft Madras beziehungsweise nach der Unabhängigkeit Indiens am 15. August 1947 bis 1948 erster Gouverneur von Tamil Nadu. Anschließend fungierte er zwischen 1948 und 1952 Hochkommissar in Indien sowie zuletzt von 1952 bis 1956 Hochkommissar in Kanada.

## Leben

### Offizierslaufbahn im Ersten Weltkrieg, in der Zwischenkriegszeit und im Zweiten Weltkrieg

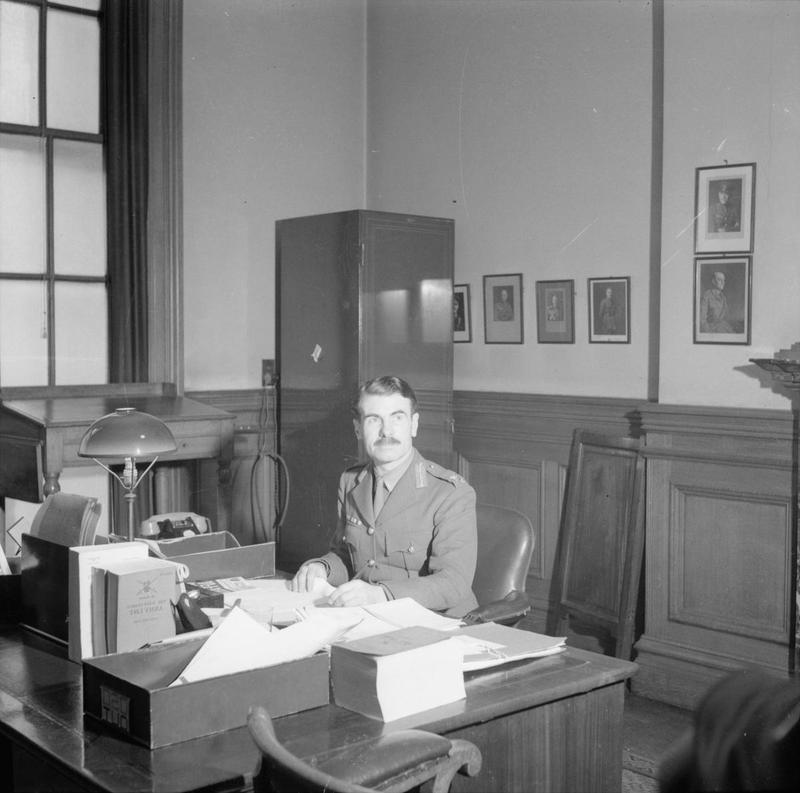
Major-General Nye als Vize-Chef des Imperialen Generalstabes.

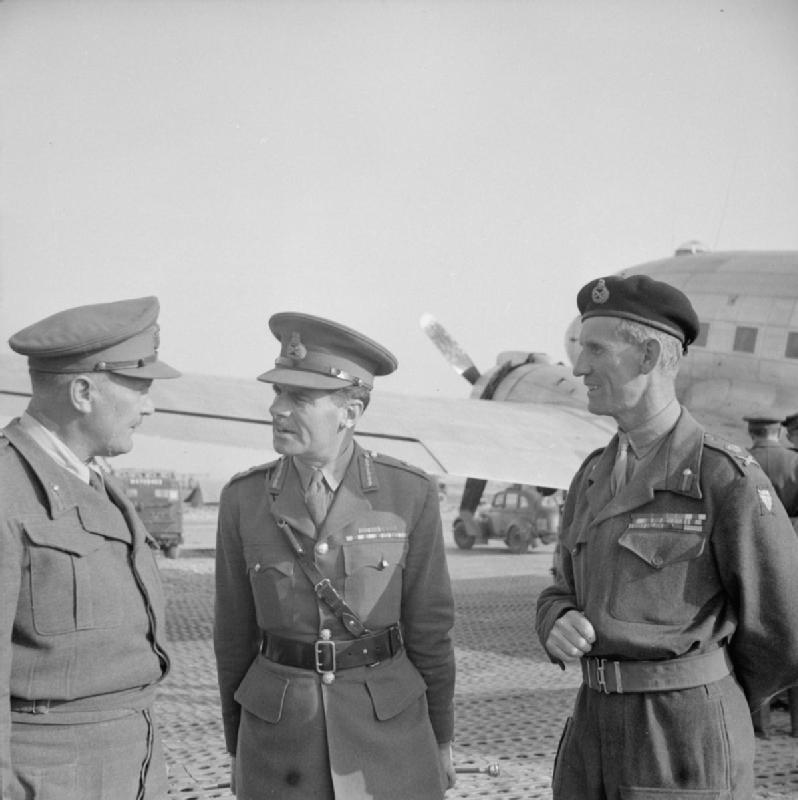
Generalleutnant Nye (Mitte) mit Lieutenant-General Bernard Freyberg (links) und Lieutenant-General Richard McCreery bei einem Besuch der Achten Armee (Eighth Army) in Italien.

Archibald Edward Nye, zweiter von drei Söhnen von Sergeant Major Charles Edward Nye und dessen Ehefrau Mary Sexton, besuchte die 1803 gegründete Duke of York’s Royal Military School und trat zu Beginn des Ersten Weltkrieges als Non-commissioned officer in das Royal Army Educational Corps (RAEC) der British Army ein. Am 5. Dezember 1915 wurde er als Second Lieutenant in das Infanterieregiment Prince of Wales’s Leinster Regiment (Royal Canadians) übernommen und wurde für seine militärischen Verdienste mit dem Military Cross (MC) ausgezeichnet. Er fand in den folgenden Jahren zahlreiche Verwendungen als Offizier im Royal Warwickshire Regiment sowie nach dem Besuch des Staff College Camberley von 1924 bis 1925 auch als Stabsoffizier. Er war zwischen dem 1. August 1932 und dem 31. Dezember 1935 selbst Instrukteur am Staff College Camberley und erhielt in dieser Zeit am 30. Juni 1934 erst den lokalen Rang eines Local Lieutenant-Colonel sowie am darauf folgenden 1. Juli 1934 den Brevet-Rang als Brevet Lieutenant-Colonel. Er war zwischen dem 10. Dezember 1936 und dem 22. November 1937 im Kriegsministerium Zweiter Generalstabsoffizier (General Staff Officer 2, War Office). Nach seiner Beförderung zum Lieutenant-Colonel war er vom 23. November 1937 bis zum 5. Mai 1939 Kommandeur des 2. Bataillons des Royal Warwickshire Regiment und befand sich daraufhin zwischen dem 5. und 19. Mai 1939 in einer Sonderverwendung.
Nachdem ihm am 5. Mai 1939 der lokale Dienstgrad als Local Brigadier sowie am 20. Mai 1939 der zeitlich befristete Dienstgrad als Temporary Brigadier verliehen wurde, war er zwischen dem 20. Mai 1939 und dem 6. Januar 1940 Kommandeur der Nowshera Brigade in Britisch-Indien. Dort wurde er am 25. Mai 1939 zum Colonel befördert, wobei die Beförderung rückwirkend zum 1. Juli 1937 erfolgte. Am 5. Februar 1940 kehrte er ins Kriegsministerium zurück und war dort zunächst bis zum 31. Oktober 1940 stellvertretender Direktor für Stabsdienste (Deputy Director of Staff Duties, War Office). Nachdem ihm am 1. November 1940 der kommissarische Rang als Acting Major-General verliehen wurde, war er zwischen dem 1. November 1940 und dem 4. Dezember 1941 Direktor für Stabsdienste (Director of Staff Duties, War Office). Er erhielt am 1. November 1941 den zeitlich befristeten Dienstgrad als Temporary Major-General und wurde am 18. November 1941 zum Major-General befördert.
Am 5. Dezember 1941 erhielt er den kommissarischen Rang als Acting Lieutenant-General und war daraufhin zwischen dem 5. Dezember 1941 und Februar 1946 Vize-Chef des Imperialen Generalstabes (Vice Chief of the Imperial General Staff) und damit Stellvertreter des Chefs des Imperialen Generalstabes, General Sir Alan Brooke. Er wurde für seine Verdienste zum Companion des Order of the Bath (CB) ernannt und erhielt am 5. Dezember 1942 den zeitlich befristeten Dienstgrad als Temporary Lieutenant-General. Als Vize-Chef des Generalstabes war er 1943 an Organisation und Planung der „Operation Mincemeat“ beteiligt, ein erfolgreiches Täuschungsmanöver der British Army im Zweiten Weltkrieg, bei dem sich das deutsche Oberkommando der Wehrmacht (OKW) davon überzeugen ließ, dass die Alliierten eine Invasion auf dem Peloponnes und auf Sardinien vorbereiteten anstelle von Sizilien, dem eigentlichen Ziel. Im Rahmen der Birthday Honours wurde er am 8. Juni 1944 als Knight Commander des Order of the British Empire (KBE) geadelt, so dass er fortan das Prädikat „Sir“ führte. Darüber hinaus wurde er am 14. September 1944 zum Lieutenant-General befördert sowie im Rahmen der New Year Honours am 1. Januar 1946 zum Knight Commander des Order of the Bath (KCB) und am 8. Februar 1946 zum Knight Grand Commander des Order of the Indian Empire (GCIE) erhoben. Am 29. März 1946 schied er aus dem aktiven Militärdienst.

### Gouverneur, Hochkommissar in Indien und Kanada
Am 5. Mai 1946 wurde Sir Archibald Nye wieder nach Britisch-Indien versetzt und Gouverneur der Präsidentschaft Madras beziehungsweise nach der Unabhängigkeit Indiens am 15. August 1947 bis 1948 erster Gouverneur von Tamil Nadu. Einen Tag vor der Unabhängigkeit wurde er am 14. August 1947 auch zum Knight Grand Commander des Order of the Star of India (GCSI) erhoben.		
1948 wurde er zum Hochkommissar in Indien ernannt und übergab dort als Nachfolger von Sir Terence Shone seine Akkreditierung. Er verblieb auf diesem Posten bis 1952 und wurde daraufhin von Sir Alexander Clutterbuck abgelöst. Für seine Verdienste wurde bei den Birthday Honours am 7. Juni 1951 auch zum Knight Grand Cross des Order of St Michael and St George (GCMG) ernannt.
Sir Archibald Nye selbst wiederum löste Sir Alexander Clutterbuck als Hochkommissar in Kanada ab und bekleidete dieses Amt bis 1956, woraufhin Saville Garner seine dortige Nachfolge antrat. Während dieser Zeit verlieh ihm die Bishop’s University einen Ehren-Doktor des Zivilrechts (Honorary Doctor of Civil Law) sowie die McGill University, die University of Toronto und die McMaster University jeweils einen Ehren-Doktor der Rechte (Honorary Doctor of Laws). Darüber hinaus fungierte er zeitweise als Direktor der Royal Bank of Canada.
Aus seiner am 2. Mai 1939 geschlossenen Ehe mit Una Sheila Colleen Knox (* 1905; † nach 1939), Tochter von General Sir Harry Hugh Sidney Knox (1873–1971) und Grace Una Storrs († 1954) ging die Tochter Harriet Mary Sheila Nye († 2003) hervor.